# جوزيف أوفنباخ
جوزيف أوفنباخ (بالألمانية: Joseph Offenbach)‏ (1904 - 1971)، هو ممثل ألماني. ظهر في أكثر من مائة فيلم من عام 1942 إلى عام 1969.
هو من مواليد مدينة أوفنباخ أم ماين يوم 28 ديسمبر عام 1904. توفي في مدينة دارمشتات يوم 15 أكتوبر عام 1971(66 سنة).

## وصلات خارجية
- جوزيف أوفنباخ على موقع IMDb (الإنجليزية)
- جوزيف أوفنباخ على موقع مونزينجر (الألمانية)
- جوزيف أوفنباخ على موقع ألو سيني (الفرنسية)
- جوزيف أوفنباخ على موقع أول موفي (الإنجليزية)
- جوزيف أوفنباخ على موقع قاعدة بيانات الأفلام السويدية (السويدية)
- جوزيف أوفنباخ على موقع ديسكوغز (الإنجليزية)
- جوزيف أوفنباخ على موقع قاعدة بيانات الفيلم (الإنجليزية)
- جوزيف أوفنباخ على موقع كينوبويسك (الروسية)

- جوزيف أوفنباخ على IMDb